# Martiño Rivas
Martiño Rivas López ou connu sous le nom de Martíno Rivas, né le 10 janvier 1985 à Vimianzo, dans la région de la Galice est un acteur espagnol.
Il est connu principalement pour ses rôles dans la série télévisée El Internado et dans le film Los girasoles ciegos qui lui a valu une nomination pour le Prix Goya du meilleur espoir masculin. De 2017 à 2020, il joue le rôle de Carlos Cifuentes dans la série originale Netflix, Les Demoiselles du téléphones.

## Biographie
Il naît à Vimianzo, dans la région de la Galice. Il est le fils du poète, écrivain, et journaliste Manuel Rivas et de María Isabel López Mariño. Il a une sœur : Sol Rivas. Il est diplômé de l'école secondaire de Londres puis a étudié la communication audiovisuelles à l'Université de Saint-Jacques-de-Compostelle en Espagne.

## Vie privée
De 2008 à 2016, il a été en couple avec l'actrice Irene Escolar, rencontrée sur le tournage de Los girasoles ciegos,.
Il parle couramment l'espagnol (sa langue maternelle), le galicien et l'anglais, il a d’ailleurs été critiqué pour parler l'espagnol avec l'accent galicien.
De 2017 à fin 2020, il est en couple avec la danseuse Kayoko Everhart d’origine afro-américaine et japonaise avec qui il a eu une petite fille nommée "Ayo" en 2019.
Depuis 2020 il est en couple avec la mannequin française Lily Fofana elle est la fille de l’ancien footballeur ivoirien Youssouf Falikou Fofana et l’ex du YouTuber Sneako avec lequel elle a rompu en 2020. 

## Théâtre
- 2011 : Drácula (obra de teatro) (es), mise en scène de Eduardo Bazo y Jorge de Juan, Madrid : Jonathan Harker
- 2013 : La Monja Alférez, mise en scène de Juan Carlos Rubio, Centro Dramático Nacional (es), Madrid : Catalina de Erauso
- 2014 : Cuestión de altura, mise en scène de Rubén Cano, Teatro Español, Madrid : Rubén

## Filmographie

### Cinéma

#### Longs métrages
- 2008 : Los girasoles ciegos de José Luis Cuerda : Lalo
- 2013 : Gente en sitios de Juan Cavestany
- 2013 : 3 mariages de trop de Javier Ruiz Caldera : Dani
- 2014 : Por un puñado de besos (es) de David Menkes (es) : Dani

#### Courts métrages
- 2006 : Atopeite de Susana Pérez : Nicolás
- 2009 : Universos de José Corbacho et Juan Cruz : Álex
- 2014 : Isabel Isabellae de Amanda Rolo

### Télévision

#### Séries télévisées
- 1998-2000 : Mareas vivas (es) : Dani (22 épisodes)
- 2006-2007 : SMS, des rêves plein la tête (SMS, sin miedo a soñar) : Moisés (5 épisodes)
- 2006-2008 : Maridos e mulleres (es) : David (21 épisodes)
- 2007-2010 : El Internado : Marcos Novoa Pazos (71 épisodes)
- 2012-2013 : El don de Alba (es) : Pablo Escudero (13 épisodes)
- 2014 : Romeo y Julieta : Romeo (2 épisodes)
- 2016 : Web Therapy (España) (es) : Mario Gonsález (2 épisodes)
- 2017-2020 : Les Demoiselles du téléphone (Las Chicas del Cable) : Carlos Cifuentes (37 épisodes)
- 2017 : Sé quién eres (es) : Marc Castro (16 épisodes)
- 2022 : Fuerza de paz : Ignacio Moreno (8 épisodes)
- 2023 : Nacho : Nacho (8 épisodes)
- 2025 : Le Jeu de l’échelle : Vicente (8 épisodes)